# Listă de deputați români
Această listă descrie componența Camerei Deputaților din România în legislaturile: 1990-1992, 1992-1996, 1996-2000,  2000-2004, 2004-2008, 2008-2012, 2012-2016, în funcție de județul în care au candidat.
- Legislatura  1990-1992 (Camera Deputaților)
- Legislatura 1992-1996 (Camera Deputaților)
- Legislatura 1996-2000 (Camera Deputaților)
- Legislatura 2000-2004 (Camera Deputaților)
- Legislatura 2004-2008 (Camera Deputaților)
- Legislatura 2008-2012 (Camera Deputaților)
- Legislatura 2012-2016 (Camera Deputaților)
- Legislatura 2016-2020 (Camera Deputaților)
- Legislatura 2020-2024 (Camera Deputaților)
- Legislatura 2024-2028 (Camera Deputaților)